# アロスティチーニ
アロスティチーニ（arrosticini、異なるアブルッツォ方言でrustell、rustelle、arrustelleとも呼ばれる）は代表的なアペニン山脈の、特にアブルッツォ州の羊肉の串焼き。この料理はアブルッツォ州の牧畜の伝統と、その結果としての羊肉の消費に密接に関連している。
特に第二次世界大戦以降、この地域全体に広がっており、その起源はグラン・サッソの南東部、ラクイラ県、テーラモ県、ペスカーラ県の境界にあるピアナ・デル・ヴォルティーニョ（ヴィッラ・チェリエラ）であると考えられている。

## 詳細

### 歴史
アロスティチーニは、過去に信じられていたような移牧ではなく、定住しての羊の飼育に基づく料理方法であり、伝説によれば、1930年代にカルピネート・デッラ・ノーラ、ヴィッラ・チェリエーラ、チヴィテッラ・カザノーヴァの間にある山間部、ヴォルティーニョに住む2人の羊飼いが、食料を無駄にしないように古い羊の肉を小さく切り分け、骨の近くの部分からも取っていたことから考案された。小さな肉片をペスカーラ川のほとりに自生する植物「ヴィンフ」の木の棒にさし、野外で熾火で焼くというものである。アロスティチーニの調理法は、もともと質の低い肉を食べやすくするために考えられたが、非常に良い結果が得られたためすぐに良質な肉にも応用されるようになった。
牧場の伝統では、本物のアブルッツォのアロスティチーニは羊の肉、理想的には方言で「チャヴァッラ」（"ciavarra"）と呼ばれる若い羊の肉、または去勢した羊の肉で作られる。現在、アブルッツォ州以外の地域でもアロスティチーニは広く消費されており、イタリアのいくつかの地域では大規模な小売販売で定着している。

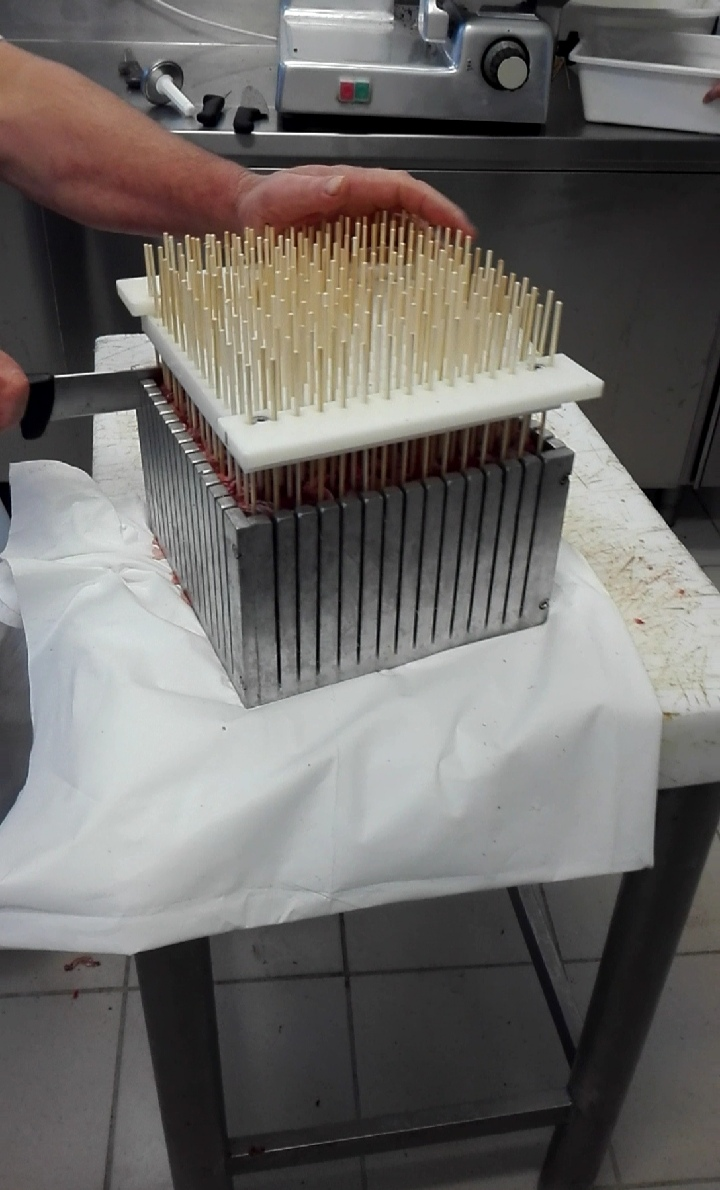
手作業によるアロスティチーニの均一な串刺し作り

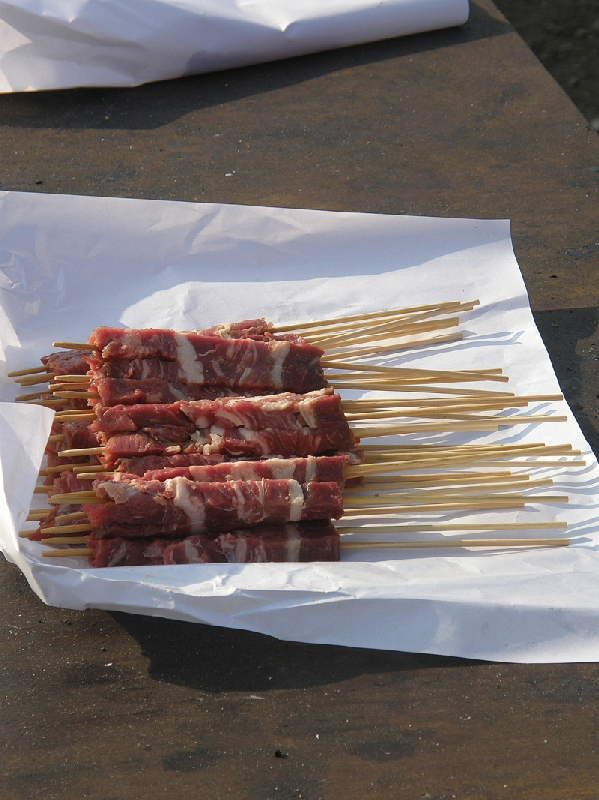
生のアロスティチーニ

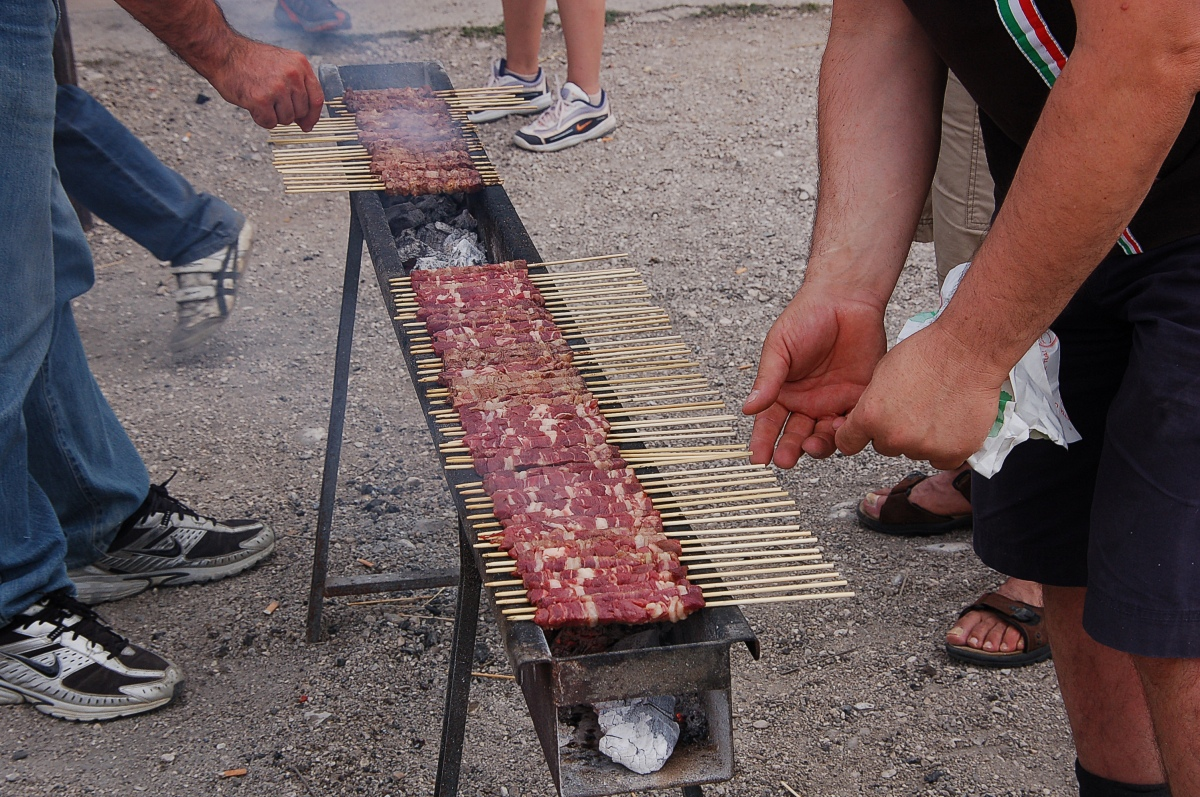
"furnachelle"コンロで焼かれるアロスティチーニ

### タイプ
最も一般的で広く消費されているのは、長さ約20cmの木の串（一般的には白樺や竹）に一辺が約1cmの角切り肉を通した均一なタイプのアロスティチーニである。他にも、包丁で不規則な大きさにカットされたものも人気があり、赤身の多い肉の層に小さな脂肪（これも羊の脂肪）が挟まれていて、柔らかくて香りが良いのが特徴となっている。後者のアロスティチーニを美味しく食べるためには、より長い時間調理できるように上質な肉が必要である。
近年、特にヴァル・ペスカーラでは、レバーアロスティチーニも人気がある。この場合、肉片とローリエを交互に串にさしている。また、タマネギのスライスを加えるというバリエーションもある。商業的には、豚肉、牛肉、鶏肉、ごくまれにウサギ肉を使った「アロスティチーノ」の名を冠した商品が多く出回っている。
これは、この製品に保護された原産地呼称が存在しないために可能となったもので、伝統的には、生後6ヶ月から2年までの去勢された羊肉か、まだ出産していない若い雌の羊肉のみを使用しなければならない。

### 調理
肉をぶつ切りにし、串に刺して（方言で "li cippe" または "li cippitill" と呼ばれる）調理する。次に、アロスティチーニは、通常、地元の方言で "fornacella"、"furnacella"、"rustillire"、"canala" ないし "canalina" と呼ばれる細長い溝状の特徴的な形をしたコンロを使って焼かれる。コンロの溝（炭火を入れる部分）は、食べるときに手や口が火傷しないように串の両端を室温に保ったまま、肉が差されている串の部分が高温になるような形になっている。調理中、肉に塩味が付けられ、好みに応じてエキストラ・ヴァージン・オリーブ・オイルや唐辛子オイルを振りかけたローズマリーの枝で味付けされる。

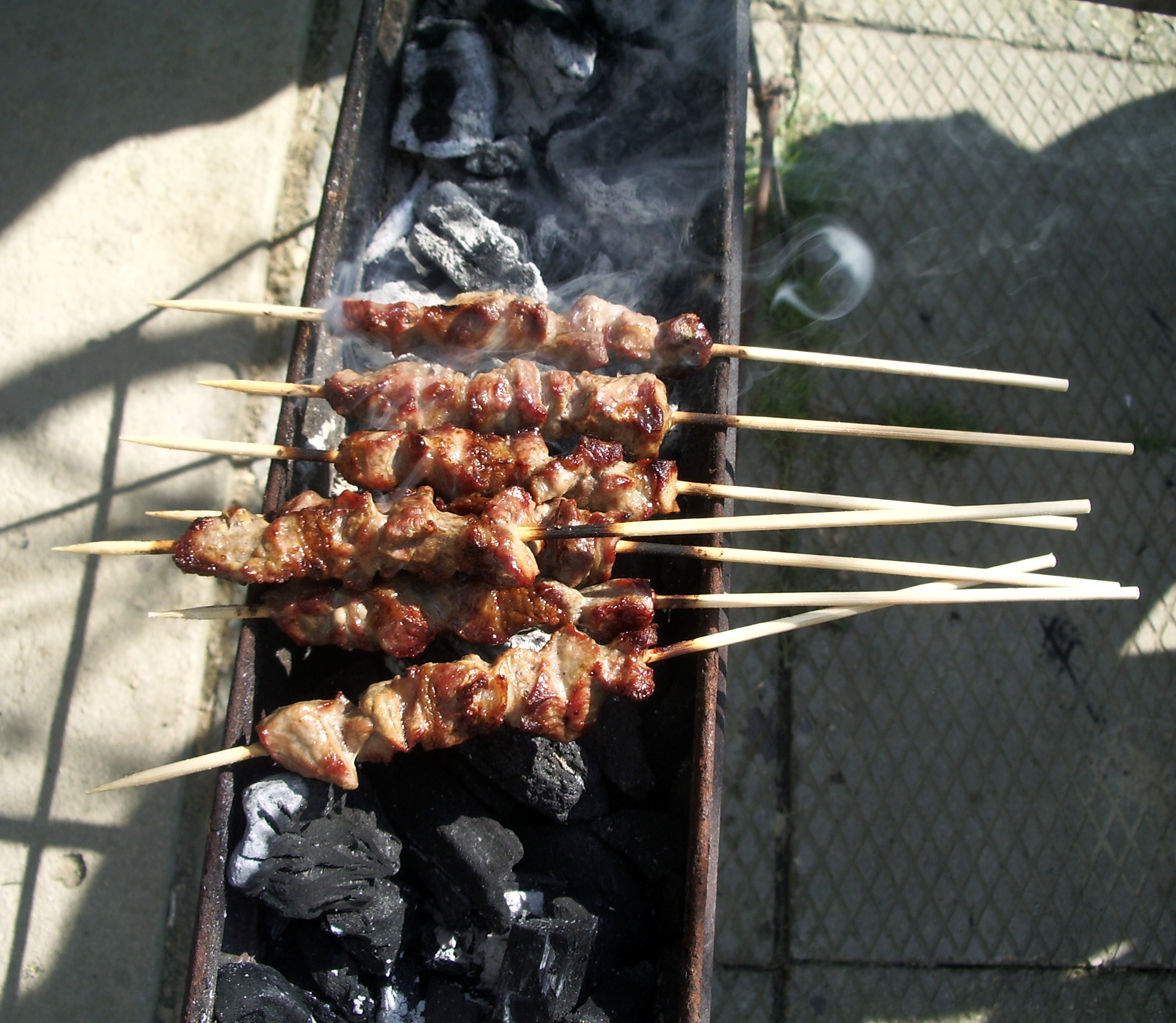
調理中のアロスティチーニ

アロスティチーニがうまくできるかどうかは、調理法や焼き方、火の温度、そしてなによりも料理人による絶え間ない管理にかかっている。アロスティチーニは好みに応じて、調理方法や塩加減を変えることができる。小型・中型の電気オーブンもあるが、味や食べやすさの点では、炭火で焼くことで得られる結果とは比較にならない。オーブンやフライパンでの調理は、表面の焦げ目と肉の柔らかさを両立することが保証できないので避けるべきである。

### 他の食べ物との組み合わせと伝統的な食べ方

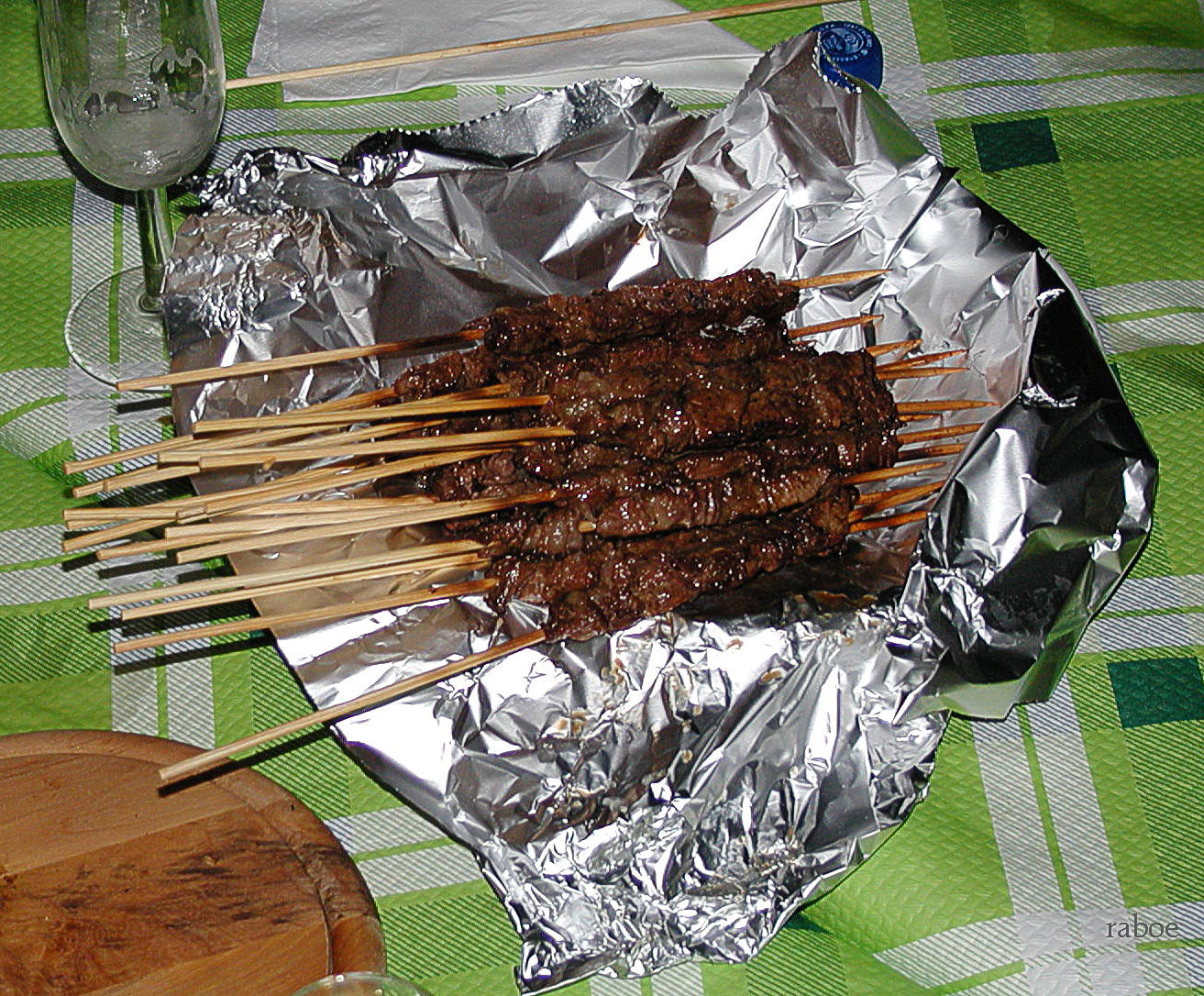
提供されるアロスティチーニ

成人に適した量は平均15～20個程度である。アロスティチーニには、エキストラ・ヴァージン・オリーブ・オイルを塗った自家製パン（"pane 'onde"）を添えるのが一般的で、モンテプルチアーノ・ダブルッツォをはじめとする赤ワインがよく合う。
アロスティチーニはどこでも簡単に作ることができるので、屋台料理としてよく知られている。通常は、肉を一枚ずつ引き抜いて歯で挟み、串の木を引き抜いて食べることが多い。遠足や登山、湖への旅行など、自然に囲まれた屋外でアロスティチーニを調理して食べる伝統がある。村のお祭りや縁日でも人気がある。

## 保護
アロスティチーニは、農業・食品・林業省のイタリア伝統的農産物リスト（P.A.T.）に含まれている。2016年のリストでは、アブルッツォ地方の9位に掲載されている。